# چرخانه‌های تداخلی

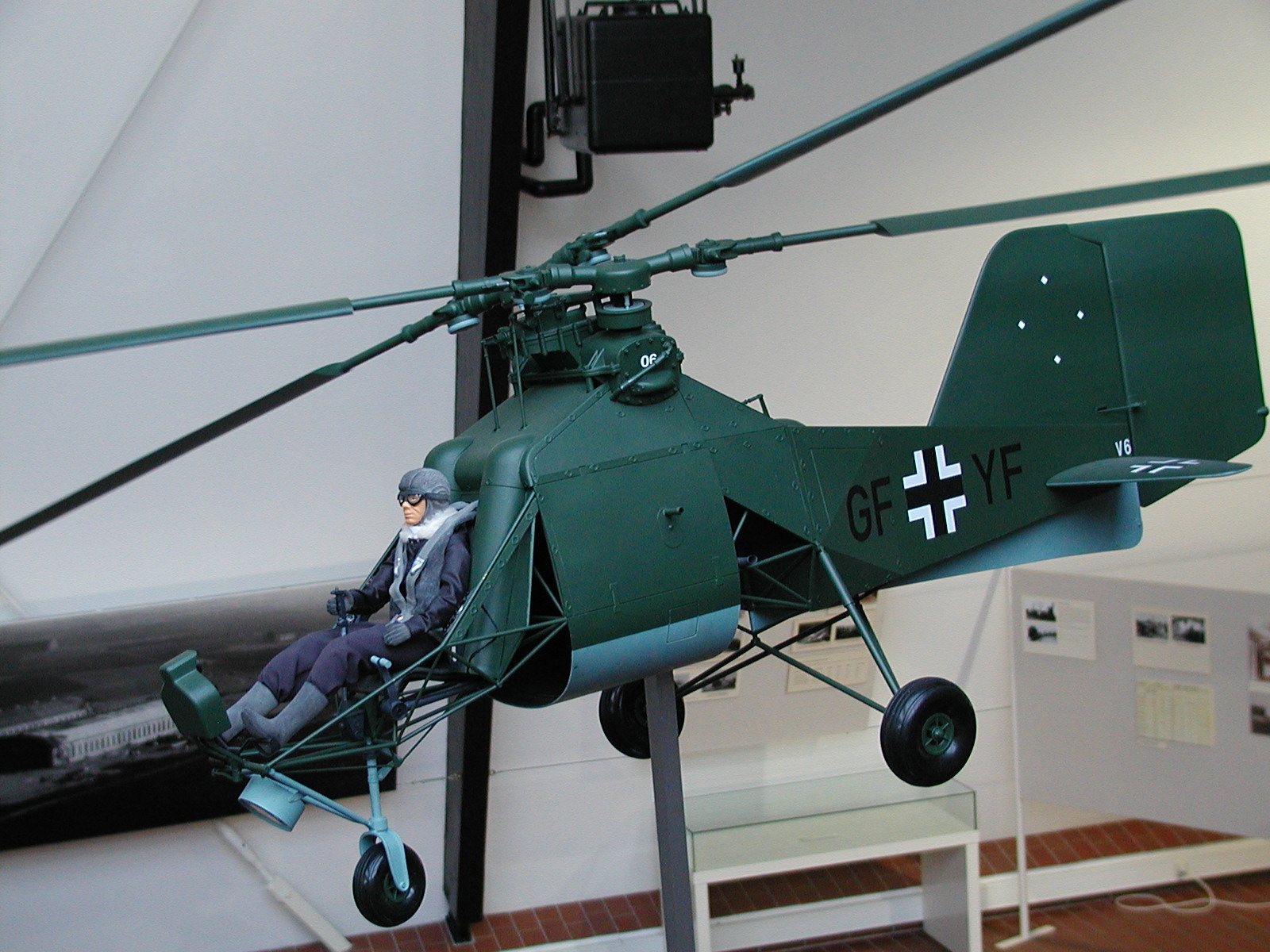
فلتنر اف‌آی ۲۸۲ «کولیبری» از نمونه‌های اولیه از بالگردهای همگام.

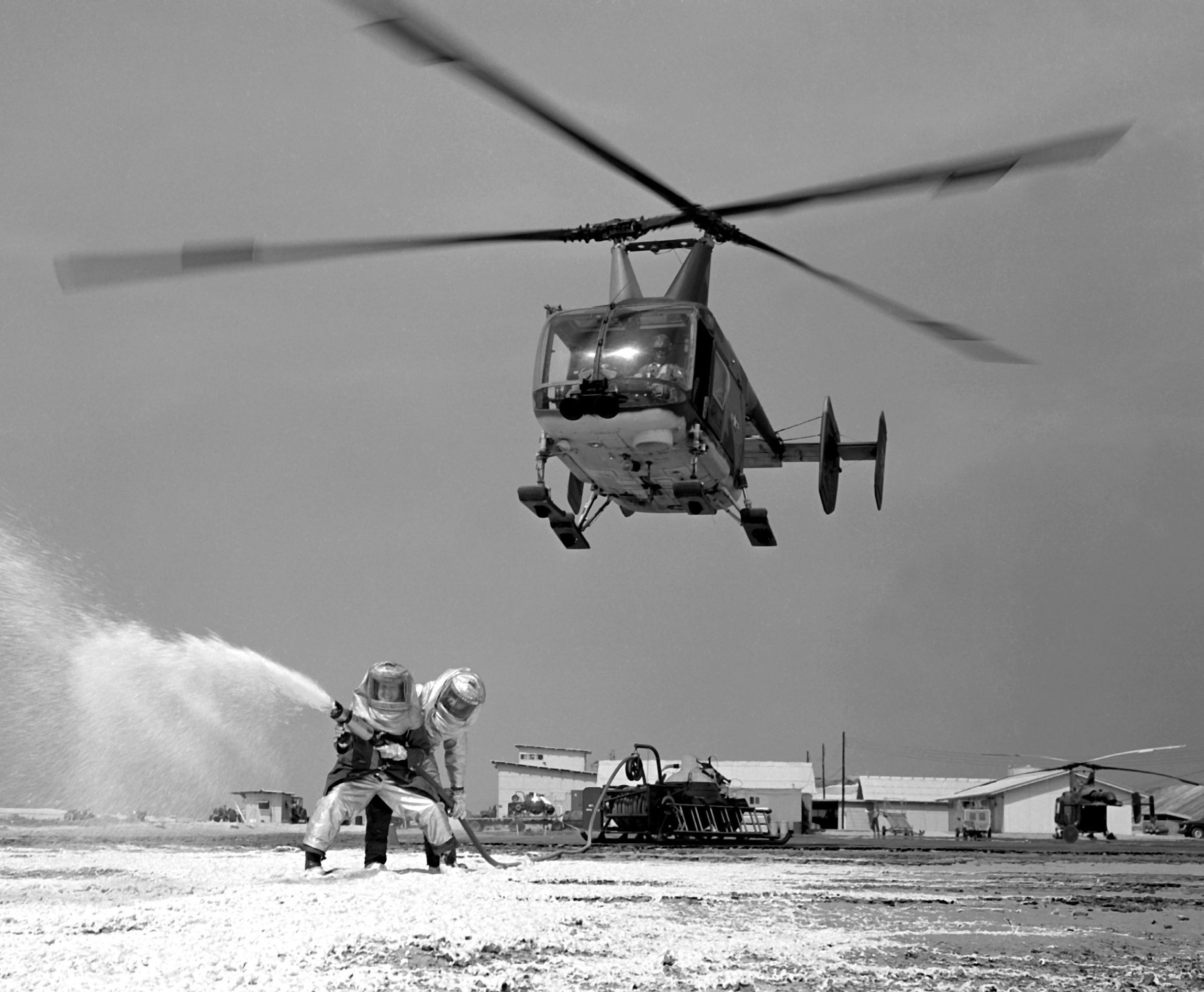
اچ‌اچ-۴۳ هاسکی با بال‌های تداخلی.

پروانه‌های تداخلی (به انگلیسی: Intermeshing rotors) بالگرد، آرایشی از پروانهٔ بالگردها است که پروانه‌ها محورهای نزدیک به هم دارند و در جهت مخالف هم می‌چرخند. این بالگردها به بالگرد همگام (به انگلیسی: synchropter) نیز معروف هستند.
این بالگردها دارای دو ملخ نزدیک به‌هم می‌باشد که برخلاف جهت یکدیگر چرخش دارند، ولی برخلاف بالگردهای هم محور ملخ‌ها روی محورهای جداگانه و در ارتفاع برابر روی بدنه سوار شده‌اند. این نوع از بالگردها توسط آنتون فلِتنِر پیش از جنگ جهانی دوم اختراع شد.
این بالگردها حالتی جمع‌وجور دارند زیرا به جای آنکه پروانه‌ها روی هم سوار شوند در کنار هم قرار دارند و با هماهنگ‌کردن چرخش آن‌ها در هم می‌چرخند.